# Adenodolichos katangensis
Adenodolichos katangensis är en ärtväxtart som beskrevs av Rudolf Wilczek. Adenodolichos katangensis ingår i släktet Adenodolichos och familjen ärtväxter. Inga underarter finns listade i Catalogue of Life.